# Государственное бюро расследований (Украина)

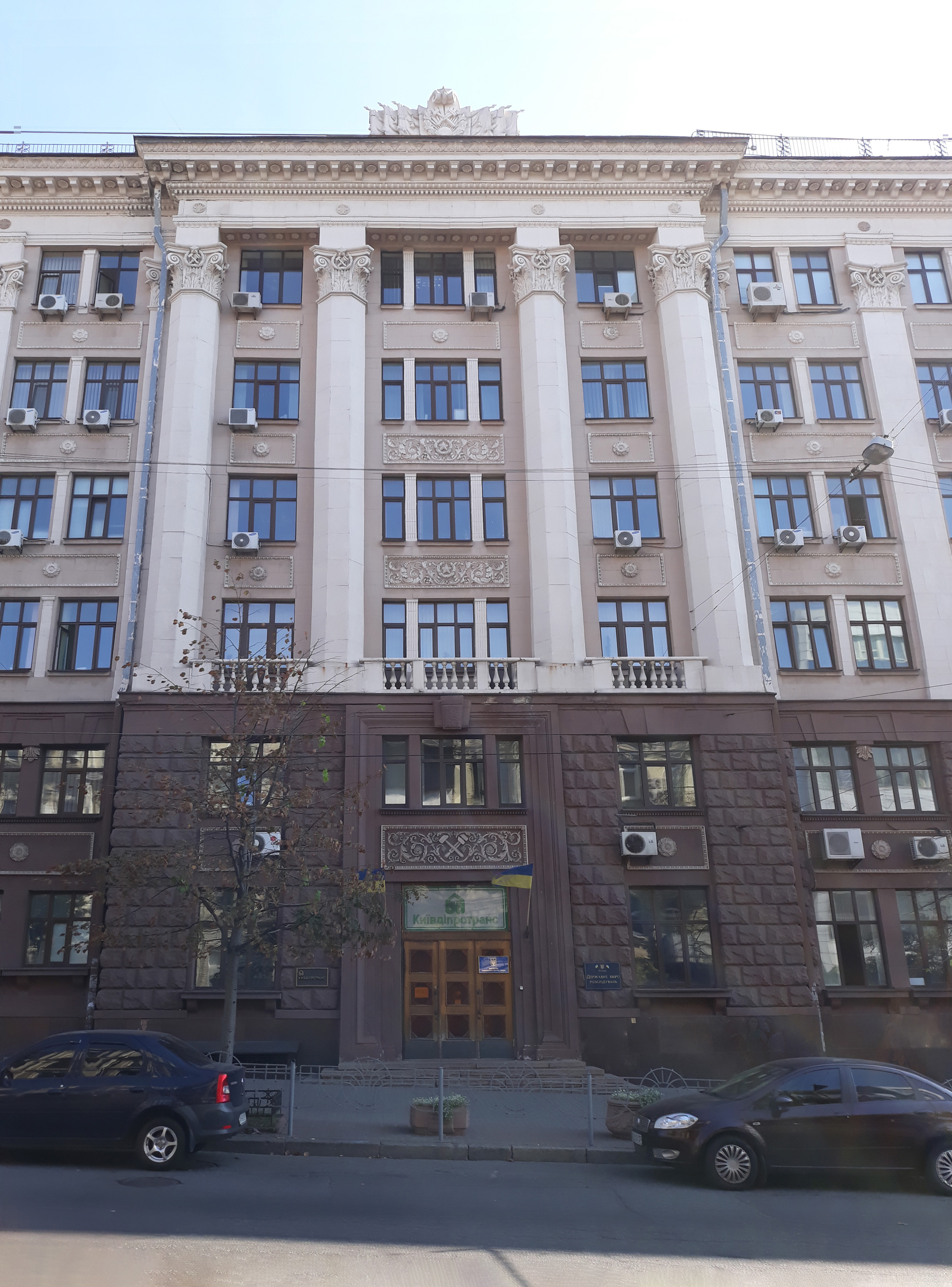
Главное здание ГБР в Киеве

Государственное бюро расследований (укр. Державне бюро розслідувань України, ДБР) — центральный правоохранительный орган Украины, начавший свою деятельность 27 ноября 2018 года. ГБР является юридическим лицом публичного права, осуществляет свои полномочия непосредственно и через территориальные управления. Представительства ГБР расположены в Киеве, Львове, Хмельницком, Николаеве, Мелитополе, Полтаве и Краматорске. С 2020 года в состав ГБР включены Институт подготовки кадров и Научно-исследовательский институт судебных экспертиз.
Цели и задачи ведомства заключаются в расследовании уголовных дел, в которых фигурируют правоохранители, судьи и высшие чиновники (от министров до начальников государственных управлений). Со временем бюро окончательно возьмёт на себя функцию досудебного (предварительного) следствия у прокуратуры. Последняя занимается следствием начиная с 1996 года на временной основе — в соответствии с пунктом 9 Переходных положений Конституции Украины.
Уголовным процессуальным кодексом Украины было предусмотрено создание органа в срок до 20 ноября 2017 года. Закон Украины о Государственном бюро расследований принят 12 ноября 2015 года, подписан Президентом 14 января 2016 года, вступил в силу 1 марта 2016 года.

## История
13 апреля 2012 года был принят новый Уголовный процессуальный кодекс Украины, согласно которому Государственное бюро расследований должно было стать органом досудебного расследования (наряду с органами внутренних дел, СБУ и налоговой службой Украины).
Часть своего послания Верховной Раде Украины в 2013 году президент Виктор Янукович посвятил теме создания ГБР:
Одним из важных вопросов институционального обеспечения реформирования правоохранительных органов является создание Государственного бюро расследований Украины, нового органа, функции которого должны заключаться в расследовании преступлений, совершенных высокопоставленными государственными служащими, сотрудниками правоохранительных органов и судьями. Этот орган должен быть создан в такой форме, которая обеспечит адекватный уровень его независимости, эффективности и профессионализма...
14 октября 2014 года был принят закон Украины «О прокуратуре», в котором было заложено создание Государственного бюро расследований (пп. 4, 5, 11 в главе XIII «Переходные положения»).